# Hyphydrus burgeoni
Hyphydrus burgeoni är en skalbaggsart som beskrevs av Gschwendtner 1930. Hyphydrus burgeoni ingår i släktet Hyphydrus och familjen dykare. Inga underarter finns listade i Catalogue of Life.